# Республиканская гвардия ДР Конго
Республиканская гвардия (фр. Garde Républicaine) — военный отряд, который защищал экс-президента Демократической Республики Конго, Жозефа Кабила. В гвардии служит 10000—15000 солдат, и в составе гвардии есть три бригады: 10-я в Киншасе, а также 15-я и 16-я, в Лубумбаши.
К лету 2016 года ГР была реорганизована из трех бригад в десять полков. По состоянию на декабрь 2016 года республиканская гвардия организована следующим образом: [3]
Зона обороны 1 (Нижнее Конго , Экваториальная провинция , Киншаса , Бандунду)
10-й пехотный полк (Мбанза-Нгунгу) — подполковник Уту Лукойи
11-й пехотный полк (Киншаса) — подполковник Матата-Мисимбо
12-й пехотный полк (Киншаса) — подполковник Кибанза ва Кибула
14-й полк безопасности и чести (Киншаса) — полковник Мпанга Мукуту
15-й полк коммандос ГР (Киншаса) — подполковник Иньенгеле Бакати Хериксон
15-й танковый полк (Киншаса, с частями в других местах) — полковник Стив Микомбе
17-й артиллерийский полк (Киншаса, с частями в других местах) — полковник Абдулла Каюмба-Мвепу
Защита зоны 2 (Западная Касаи , Восточная Касаи , Катанга)
13-й пехотный полк (Лубумбаши) — полковник Этьен Монга Нонзо
18-й пехотный полк (Лубумбаши) — подполковник Кабве Нгойи Тобололо
Зона обороны 3 (Восточное , Южное Киву , Северное Киву , Маниема)
19-й пехотный полк (Гома) — подполковник Ив Китенге